# Moepa signata
Moepa signata är en fjärilsart som beskrevs av Brandt 1939. Moepa signata ingår i släktet Moepa och familjen nattflyn. Inga underarter finns listade i Catalogue of Life.